# Alain Joxe
Pour les articles homonymes, voir Joxe.
Alain Joxe, né le 18 janvier 1931, est un sociologue et chercheur en géopolitique, directeur d'études à l'EHESS, président du CIRPES (Centre interdisciplinaire de recherches sur la paix et d'études stratégiques).

## Biographie
Alain Joxe est le fils de Louis Joxe, ancien ministre du général de Gaulle artisan des accords d'Evian, le petit-fils de l'essayiste Daniel Halévy, l'arrière-petit-fils de l'académicien Ludovic Halévy et le frère de Pierre Joxe, deux fois ministre pendant les septennats Mitterrand. Il est élevé dans la tradition protestante mais il est agnostique. Il est l'époux de Cecilia Cadena avec laquelle il a eu deux enfants (Marie et Nicolas).
Il a été membre du Comité de parrainage du Centre de documentation et de recherche sur la paix et les conflits rebaptisé Observatoire des armements.
En décembre 1981, il participe à la création du Comité pour le désarmement nucléaire en Europe (CODENE).
Il est membre du comité de parrainage du tribunal Russell sur la Palestine, dont les travaux ont commencé le 4 mars 2009.
Il a été directeur d'études à l'EHESS et a formé nombre de chercheurs français et étrangers. Nombre de ses publications ont été éditées aussi en anglais, espagnol, italien et quelques autres langues.
Son élaboration théorique la plus importante porte sur la « sociologie de la défense », à savoir l'imbrication des affaires militaires et de sécurité avec les principaux aspects économiques, sociaux, culturels et politique de chaque entité étatique. Son approche a toujours été marquée par un particulier effort pluridisciplinaire avec la priorité à l'histoire depuis la Mésopotamie et l'ancienne Grèce et l'attention pour la philosophie.

## Liste des ouvrages
- Las fuerzas armadas en el sistema político chileno, Editorial Universitaria, Santiago de Chile, 1970 ;
- Socialisme et crise nucléaire, L'Herne, collection « Théorie et stratégie », 1973 ;
- Le Chili sous Allende, Gallimard, collection Archives, 1974 ;
- Le Rempart social, Éditions Galilée, collection « L'espace critique », 1979,  (ISBN 978-2-7186-0125-0) ;
- Le Cycle de la dissuasion, Éditions La Découverte, 1990,  (ISBN 978-2-7071-1947-6) ;
- Voyage aux sources de la guerre, Presses universitaires de France, collection « Pratiques Théoriques », 1991,  (ISBN 978-2-13-043448-1) ;
- L'Amérique mercenaire Éditions Stock, collection « Au vif », 1992,  (ISBN 978-2-228-88904-9) ;
- L'Empire du chaos, Éditions La Découverte, 2004,  (ISBN 978-2-7071-4257-3); aussi en italien
- Les guerres de l'empire global. Spéculations financières, guerres robotiques, résistance démocratique, Éditions La Découverte, coll. « Cahiers Libres », 2012  (ISBN 978-2-7071-7175-7)